# Kaitō Joker
Kaitō Joker (怪盗ジョーカー, Kaitō Jōkā) é uma série de manga escrita e ilustrada por Hideyasu Takahashi. Foi publicado pela primeira vez como um manga one-shot, antes de ser serializado pela Shogakukan nas revistas Bessatsu Corocoro Comic Special, Corocoro Comic, e Corocoro Dragon. Uma adaptação em animé produzida por Asatsu DK e animada por Shin-Ei Animation, foi transmitida a 6 de outubro de 2014.

## Personagens

### Ladrões fantasmas
Joker (ジョーカー, Jōkā) / Jack Jones (ジャック・ジョーンズ, Jakku Jōnzu)
Voz de: Ayumu Murase
Hachi (ハチ)
Voz de: Yumiko Kobayashi
Spade (スペード, Supēdo) / King (キング, Kingu)
Voz de: Hiro Shimono,Mizuki Watanabe (criança)
Dark Eye (ダーク・アイ, Dāku· Ai) / Ai (アイ, Ai)
Voz de: Kenichi Ono, Yumi Hara (Ai)
Diamond Queen (ダイヤモンド・クイーン, Daiyamondo· Kuīn)
Voz de: Miyuki Sawashiro
Roko (ロコ)
Voz de: Misaki Kuno
Silver Heart (シルバーハート, Shirubā Hāto)
Voz de: Bin Shimada

### Polícias e detectives
Dogusaburō Oniyama (鬼山毒三郎, Oniyama Dogusaburō)
Voz de: Naoki Tatsuta
Ginko Kurosaki (黒崎ギンコ, Kurosaki Ginko)
Voz de: Yuko Hara
Momo Shirai (白井モモ, Shirai Momo)
Voz de: Haruna Sakurai

### Gangue do Professor Clover
Professor Clover (プロフェッサー・C(クローバー), Purofessā· Kurōbā)
Voz de: Jūrōta Kosugi
Lady Doubt (レディー・ダウト, Redī· Dauto)
Voz de: Jenya

### Outros
Mister Kaneari (ミスター金有, Misutā Kaneari)
Voz de: Mamoru Miyano
Kaneko (カネ子)
Voz de: Aki Kanada
Shadow Joker (S（シャドウ）・ジョーカー, Shadō· Jōkā) / Cyan (シアン, Shian)
Voz de: Sōma Saitō
Rose (ローズ)
DJ Peacock (DJ・ピーコック, DJ· Pīkokku)
Voz de: Masahito Yabe

## Média

### Manga
Mysterious Joker é escrito e ilustrado por Hideyasu Tadahashi, e começou como um manga one-shot. Foi mais tarde serializado pela Shogakukan na revista Bessatsu Corocoro Comic Special, e posteriormente pela Corocoro Comic. O primeiro volume tankōbon foi lançado a 28 de março de 2008.

### Animé
A série de animé foi produzida por Asatsu DK, animada por Shin-Ei Animation, escrita por Dai Satō, e dirigida por Yukiyo Teramoto. A primeira temporada foi transmitida no Japão pela Tokyo Metropolitan Television entre 6 de outubro de 2014 e 5 de janeiro de 2015. A série também é exibida na Kids Station desde 16 de outubro de 2014. Nos países lusófonos foi transmitida simultaneamente pela Crunchyroll. O primeiro tema de abertura é "Kaitō Miracle Shōnen Boy" (怪盗ミラクル少年ボーイ, lit. O Milagre do Jovem Ladrão Fantasma), interpretado por Aruka Rider, e o tema de encerramento é "Parade Illusion" (パレード・イリュージョン, lit. Desfile da Ilusão), interpretado por Mainya e pelas Irmãs Shuffle. A música foi composta por Yūsaku Tsuchiya. A segunda temporada foi transmitida entre 6 de abril e 29 de junho de 2015. A terceira temporada estreia em abril de 2016.

### Jogo eletrónico
Um jogo eletrónico baseado na série para a plataforma Nintendo 3DS, intitulado Kaitō Joker: Toki o Koeru Kaitō to Ushinawareta Hōseki (怪盗ジョーカー 時を超える怪盗と失われた宝石, lit. O Misterioso Joker: O Ladrão Fantasma que Cruza o Tempo e a Joia Perdida) foi produzido pela Bandai Namco Games, e lançado no Japão a 25 de junho de 2015.